# Dendropsophus schubarti
Dendropsophus schubarti és una espècie de granota que viu a Bolívia, el Brasil i el Perú.